# جون بيتر كيرك
جون بيتر كيرك هو سياسي كندي، ولد في 1 مارس 1837 في كندا، وتوفي في 13 سبتمبر 1910 في كندا. حزبياً، نشط في الحزب الليبرالي الكندي والحزب الليبرالي في نوفا سكوشا ‏. وقد انتخب عضو مجلس العموم الكندي.